# Sommers
Sommers (in russo Соммерс, in finlandese Somari, in svedese Sommarö) è un'isola russa, bagnata dal mar Baltico.
Amministrativamente fa parte del Vyborgskij rajon dell'oblast' di Leningrado, nel Distretto Federale Nordoccidentale.

## Geografia
L'isola è situata nel golfo di Finlandia, nella parte orientale del mar Baltico. Il punto della terraferma più vicino si trova a circa 28,4 km di distanza, in territorio finlandese, nei pressi del confine tra la Finlandia e la Russia.
Sommers è una piccola isola dalla forma irregolare, orientata in direzione ovest-est e posizionata a sudovest della baia di Vyborg.
Misura circa 880 m di lunghezza (1,1 km se si considera la penisola nordoccidentale) e 450 m di larghezza massima.
Sull'isola sono presenti una torre di controllo (eretta nel 2005) e un faro costruito nel 1945, alto 37 m. Il piano focale del faro si trova a 53 m d'altezza e la luce ruota con una frequenza di 10 secondi.

## Isole adiacenti
- Malyj Sommers (остров Малый Соммерс),[2] posta 1,4 km a est, è un piccolo isolotto di 90 m di lunghezza, con vicino uno scoglio di 40 m di diametro. (60°12′33.15″N 27°40′42.6″E)

Oltre a questo, Sommers è piuttosto isolata. Altre isole si trovano a distanze superiori ai 12 km, come l'arcipelago Bol'šoj Fiskar a nordest, l'isola Nerva a est,  l'isola Moščnyj e l'isola Malyj a sudest, Gogland a ovest e diverse isole finlandesi (Kilpisaari, Koivuluoto, Ulko-Tammio, ecc.) a nordovest.

## Storia
Il trattato di Nystad del 1721 sancì il passaggio di Sommers dall'Impero svedese all'Impero russo. Nel 1723 Pietro I di Russia donò l'isola al suo giullare Jan Lakosta.
Nel 1808 vi fu installato il primo faro, alto in totale 9 m con la lanterna in cima. Nel 1866 la lanterna fu modernizzata con un sistema di lenti e un meccanismo a orologeria e il faro sollevato di altri 8 m.
Allo scoppio della prima guerra mondiale l'esercito russo iniziò la costruzione di alcune fortificazioni ma, quando nel 1918, l'esercito finlandese invase l'isola furono questi ultimi a portare a termine i lavori.
Con il trattato di Tartu del 1920 Sommers fu ceduta alla Finlandia. Nonostante l'isola dovesse essere smilitarizzata, ai finlandesi fu concesso di tenervi un posto di osservazione militare.
La marina sovietica, con la nave da guardia "Vichr'" e il rimorchiatore "UK-4", occupò Sommers il 1º dicembre 1939 durante la guerra d'inverno, scoprendo che la guarnigione finlandese aveva già lasciato l'isola e distrutto il faro e la stazione radio. Il giorno seguente una piccola unità di mitraglieri e di idrografi della flotta russa iniziarono i lavori di restauro. Con il trattato di Mosca del 1940, Sommers passò di nuovo alla Russia.
Durante la grande guerra patriottica, il presidio russo sull'isola fu trasferito nell'ottobre del 1941 alla testa di ponte di Oranienbaum; nel dicembre dello stesso anno lasciarono l'isola anche le ultime truppe russe, dopo l'operazione d'evacuazione della penisola di Hanko. Nel gennaio del 1942, i finlandesi occuparono ancora una volta Sommers. L'8 luglio di quell'anno, i russi mandarono una forza di sbarco del KBF per riconquistare l'isola, ma furono sconfitti entro il 10 luglio; al comando delle forze russe si trovava il capitano Gordej Ivanovič Levčenko, già sconfitto in Crimea e arresosi a Kerč'.
Nel settembre del 1944, dopo l'uscita della Finlandia dalla guerra, Sommers tornò alle forze armate sovietiche e il trattato di Parigi del 1947 ne sancì la definitiva appartenenza alla Russia.